# MZ-700
MZ-700（エムゼットななひゃく）は、シャープのMZシリーズに属する8ビットパーソナルコンピューターである。1982年11月15日に発売された。

## 概要
前身であるMZ-80Kシリーズをベースに、高速化、カラー化を主とした機能拡張およびコストダウンを行い、低価格なホビーパソコンとして設計された機種である。

### クリーン設計
詳細は「クリーン設計」を参照
従来機種と同じく低レベルサポートルーチンと、内蔵データレコーダからソフトウェアを起動するためのモニタのみをROMとしてもち、システム本体は二次記憶装置から起動する。この機種では、シャープ製のS-BASICとハドソン製のHu-BASICの2つのBASICがカセットテープで標準添付され、命令セットの違う二つのBASICをユーザが選択可能になっている。

### MZ-80Kシリーズのカラー対応後継機
CPUのクロック周波数は2MHzから3.579545MHzに高速化された。
従来単色であった表示はアトリビュートエリアが追加され、文字色、背景色を1文字毎に任意の8色から指定することが可能になった。また、キャラクタジェネレータが拡張され、アルファベットの小文字とひらがな他、いくつかの記号が追加・変更された。アルファベットの大文字およびカタカナのディスプレイコードに対してアトリビュートの第7ビットを1にすると、アルファベットは小文字、カナはひらがなに切り替わって表示される。
RAMは64Kバイトフル実装となった。これに伴いROM・テキストVRAM・メモリマップドI/Oと重なるアドレスにはバンク切り換えを適用し、MZ-80Kシリーズとのハードウェアの互換性を保っている。新設されたモニタ1Z-009Aはカラー表示や新配列のキーボードをサポートし、メモリエディットを可能にするなどの機能強化を行いながらも主要なルーチンのエントリアドレスはMZ-80KシリーズのモニタSP-1002に合わせており、従来のソフトウェアの多くが変更なしで動作可能である。同社別系統のMZ-2000が前身機種との互換性をBASICレベルにとどめて機能を拡張したのに対し、ハードウェア・ソフトウェアともにMZ-80Kシリーズとの互換性に気を配った設計になっている。
これらの工夫により多くのソフトウェアをそのまま従来機種から引き継ぐことが可能であったが、未公開サブルーチンを使用したプログラム、CPUクロックやキーボードの配列に強く依存するゲーム等では修正を要するものもあった。そういった場合でも、該当領域がバンク切り替えになっているため、モニタ部分のメモリ空間をRAMに割り当ててSP-1002を読み込み、キーレイアウトを変更するなどのパッチを当てて動作させることも可能であった。
本体に添付されていたデモプログラムには、チェッカ（市松模様）のキャラクタを使用して擬似的に中間色を出すもの等、その後の展開につながるものも含まれ、MZ-80K由来の豊富なキャラクタ群もゲーム画面を構成する事などに役立った。

### MZシリーズ初のディスプレイ分離タイプ
従来のMZシリーズはシステム全体を一つの筐体で実現する形式、形状を採っており、それが同シリーズの特徴でもあったが、カラー出力に対応しつつ低価格を目指したため従来のようなオールインワン設計では価格が跳ね上がる事から、ディスプレイを切り離した設計になった。
また、システムとしての価格を抑えるため、デジタルRGBディスプレイだけではなく、家庭用テレビに接続できるようコンポジットビデオやRF出力が用意されたが、開発側としては妥協の産物とのことである。
ディスプレイ装置だけではなく、データレコーダの代用として家庭用テープレコーダーを利用する端子も設けられており、家庭にある民生機器の流用によってシステム全体のコストを抑えられるように設計されている。

### プロッタプリンターの内蔵
プロッタプリンターを本体上部に内蔵できるようになっている。このプロッタプリンターは、ペンの左右の動きをX軸、紙の上下の動きをY軸として本来高価なプロッターを安価に実現したものである。黒・赤・青・緑の4色のボールペンをヘッドに装着し、ヘッドを回転させてペンの色を変更できるようになっている。
その設計から、斜線をまっすぐに引くことはできず、斜線の描画は短い縦横の線で構成されるため階段状となる。紙幅114.5mmに一行あたり26文字、40文字、80文字と3段階の文字数を選択可能。
この仕様に伴い、プリンターインタフェースが標準搭載されている。
添付のBASICには画面出力をプリンタに振り向けるコマンドが存在するなど、限定的ではあるもののCRTなしでも操作が可能になっており、オプションのキャリングケースも含め、モバイル用途も考慮して設計されたようである。

### キー配列の変更
この系譜ではMZ-1200からANK文字列は標準的なASCII配列に近い配置になっていたが、本機では初心者向けという位置づけから、括弧や加減乗除等の記号がSHIFTキーを併用せずに入力できる位置に移動された他、カナ入力時のキー配列がJIS配列から五十音順に並べ替えられた。
また、テンキーは設置されなかったが、従来機種では上下及び左右がSHIFTの併用によって各々1キーで兼用になっていたカーソルキーが上下左右各々の方向を示すキーに独立しキーボード右側に設置された。
キーボードスキャンはPPI(8255)を通じてCPUが行い、複数の同時キー入力も判別が可能であった。

## ハードウェア

### モデルラインナップ
国内で発売されたモデルは以下の三種類である。
- MZ-711 データレコーダとプロッタプリンターが内蔵されていない基本モデル。標準価格 79,800円。
- MZ-721 データレコーダが内蔵されたモデル。標準価格 89,800円。
- MZ-731 データレコーダに加え、プロッタプリンターが内蔵されたモデル。標準価格 128,000円。

### 仕様
国内版の仕様は以下のとおりである。
- CPU: Z-80A 3.579545MHz
- RAM:
  - メイン 64KB
  - テキストVRAM及び、アトリビュートVRAM 4KB
- ROM:
  - CGROM 4KB

各種キャラクタパターンが格納されている。
  - モニタ 4KB

通常はモニタが直接起動し、コマンドによって言語のロードなど処理を決定する。拡張ROMが存在する場合は$E800から配置されたROMが自動的に呼び出される。FDDからはコマンドから起動できる等、外付けのハードウェアからの起動にも対応する。[注 4]
- 音源
従来のMZシリーズと同じく8253の矩形波出力モードを利用した単音、3オクターブでの演奏が可能。通常は周期を指定して鳴らすが、CPUが直接トリガを掛け、制御することも可能である。
内蔵スピーカー出力は最大500mW
- 表示能力
40桁×25行8色をキャラクタごとに文字色背景色を指定可能。
1キャラクタを4分割した2×2ピクセルのパターンがあるため、80×50ピクセルを40×25単位での色指定をして擬似グラフィックスとして扱うことも可能。
- 電源 AC 100V ±10％ 50/60Hz 消費電力 20W
- 使用条件 温度/使用時 0℃ ～ 35℃、湿度/使用時 85％以下
- 外形寸法・重量
  - MZ-731: 440(幅)×305(奥行)×102(高さ)mm・4.6kg
  - MZ-721: 440(幅)×305(奥行)×86(高さ)mm・4.0kg
  - MZ-711: 440(幅)×305(奥行)×86(高さ)mm・3.6kg

#### 搭載インターフェイス
- ジョイスティック：独自仕様5ピン×2ポート
- 映像出力
  - デジタルRGB出力(8ピンDIN)×1
  - コンポジットビデオ出力×1
  - RF出力(アナログTV1Ch/2Ch切り替え可、カラー/白黒切り替え可)×1
- オーディオカセットレコーダー用端子:Read、Write各１
- プリンターインタフェース:×1。コネクタ形状はカードエッジ仕様。[注 5]内蔵のプロッタプリンタと外付けのプリンタは排他使用。

## ソフトウェア
- S-BASIC (1Z-007B)
旧機種のBASIC(SP-5030)との互換性があるシャープ製のBASICインタープリタ。標準添付品。
- Hu-BASIC V2.0
ハドソンによるマイクロソフトBASICの命令体系を持つBASIC。標準添付品。
- 1Z-009A
MZ-700内蔵のROMモニタ。
- MZ-2Z009
MZ-700のディスクBASIC。MZ-8BIO3/MZ-1E24の制御コマンドも含まれた。添付品にブートROMが入っており、MZ-1E05に取り付け利用する。
- MZ-5Z008
QD-BASIC。
- 9Z-503M
QDインタフェースに入っているQD制御を含むROMモニタ。
- S-OS "MACE" 並びに "SWORD"
『Oh!MZ』に掲載され、主にZ80系CPUを使用したパーソナルコンピュータで共通のバイナリを動作させる試みの一つ。
80桁モードが使えないなど、ハードウェアの仕様による制限を一部受ける。
MZ-1500とQD制御のアドレスが異なるため、QDに対応したものは別途用意された。

## 周辺機器

### シャープ純正オプション
- MZ-1T01(データレコーダ)
MZ-721およびMZ-731では標準装備、MZ-711向けの本体組み込み型。ボーレートは1,200ボー[3]。
- MZ-1P01(カラープロッタプリンター)
MZ-731では標準装備、MZ-711およびMZ-721向けの本体組み込み型。
- MZ-1E05(FDDインタフェース)
FDDインタフェース単体での型番。MZ-700で起動デバイスとして使うには、DISK BASIC(MZ-2Z009)に付属するブートROMが必要。
- MZ-1E14(QDインタフェース)
MZ-700用のMZ-1F11接続用インタフェース。本体背面の拡張バスに直接接続するユニットとなっている。搭載されているROMはFDDとの併用も可能なアドレス配置と処理になっているが、拡張I/Oユニットを接続するコネクタを使用するため、拡張I/Oユニットに搭載するボードや、インターフェイスボードを介して接続するFDD等とは排他利用となる。
- MZ-1F02 (5.25インチ2D 2ドライブ)
ドライブ単体での型番。標準価格158,000円。
- MZ-1F07 (5.25インチ2D 2ドライブ+インタフェース+接続ケーブル)
ブートROMを除くFDD用オプション一式。要拡張I/Oユニット。
- MZ-1R12 (SRAMメモリボード)
MZ汎用で利用可能なI/O空間に接続される32KBのSRAMカード。内容はバッテリによってバックアップされ、システムを入れておくことも可能。PROMの内容を有効にすることで起動時にブートメニューが表示され、ボードから起動するか、ボードへ書き込むか、モニタに戻るかを選択できる。市販される製品としては珍しくDIPタイプのメモリを二階建てに実装している。標準価格35,000円。
- MZ-1U03 (MZ-700専用拡張I/Oユニット) 
MZ-700専用3スロットの外付け拡張BOX。利用可能なボードサイズは同系列のものではなく、MZ-80B等と同じサイズのものが採用された。鍵式の電源スイッチや、リレーに接続された6ポートの電源などが付属していた。後継機であるMZ-1500では利用できない。標準価格35,000円。
- MZ-1U08 (MZ-700/1500用拡張I/Oユニット)
MZ-700/1500兼用2スロットの外付け拡張BOX。スイッチによってMZ-700とMZ-1500のどちらに接続するか切り替えることができた。標準価格25,000円。
- MZ-1X03 (ジョイスティック)
市販機では珍しい、可変抵抗器が用いられたスティックの角度をアナログ的に検出することができるジョイスティック[注 6]。説明書には回路図が掲載されていた。後継機のMZ-1500にも継承された。
- MZ-1X04R/G (システムキャリングケース)
本体・各種ケーブル類・マニュアル・カセットテープ数本・プロッタプリンター用サプライ用品などを収納して持ち運べるように作られた専用の鞄。MZ-700が可搬性をも意識された商品であったことがうかがえる。バッテリーこそ装備していなかったが、用途を限定しさえすれば、本体に組み込まれたカラープロッタプリンターをディスプレイ代わりに使用し、後年のラップトップパソコンやノートパソコンのように活用できる可能性もあった。
- MZ-1F11 (クイックディスクドライブ)
MZ-1500で導入されたクイックディスクドライブをMZ-700用のオプションとしたもの。本体内蔵のデータレコーダと入れ替えて設置する。ドライブ本体に高さがあるため、データレコーダよりも上に張り出す形で装着されることになる。別途MZ-1E14が必要。標準価格24,800円。
取り外したデータレコーダはMZ-1F11後部のコネクタを介して使用することができるようになっているが、ケーブルの長さが短く、内蔵用のMZ-1T01は外部に置くことを考慮されていないため併用する場合は取り回しがやや難しくなっている。
- MZ-1C18
MZ-80I/OをMZ-700に接続するケーブル。カタログなどには掲載がないが、存在は確認されている。[4]

### サードパーティーから発売されたオプション
- PCG-700(HAL研究所)
本体との間をフラットケーブルのみで接続する外付けPCGユニット。40×25のキャラクタマップに、256種のPCGを使用したグラフィックを出力することが出来る。パックマンなど一部の市販ソフトではPCGを認識すると自動的に使用するプログラムがロードされるものも存在した。
- ロータス PCG ゲームボード(ロータス)
本体内蔵タイプのZ80A搭載PCGユニット。
CPUのZ80Aを取り外してソケットに交換する必要があり、はんだ付け作業が必要で技術的ハードルが高かった。

## 国内における状況
雑誌媒体が広告の中心であった当時において他の機種がグラフィックスによる高精細な表示を実現するのに対し、キャラクタグラフィックスのみの本機はスクリーンショットの写真などでは見劣りがした。テキストならではの高速な表示を生かしたソフトウェアもあったものの、ライト志向のユーザーを獲得しつづけるには至らず、結果市販ソフトはあまり多く供給されなかった。
また、他のシリーズや旧機種と異なり、初心者向けというコンセプトからか周辺機器、開発ツールなど、セルフ開発が可能になるようなオプションの発売が遅れ、特にフロッピーディスクドライブに関しては純正品の発売は拡張I/Oボックスの発売が1983年、FDDの発売は更に先の1984年4月と、後継機であるMZ-1500の発売前月まで待たされることとなった。こうしたメーカーの姿勢はヘビー志向のユーザーが離れる一因ともなり、その間に待てなかったユーザーの一部では雑誌の紹介記事を元にケーブルを加工して旧機種の拡張I/OユニットであるMZ-80I/Oを接続し、FDDや、旧機種のシステムプログラムを用いて環境を構築するなどの試みもあった。また、カタログ掲載はない物のMZ-1C18が同等の配線のアダプタとして存在している。
このように、低価格帯の入門機、言い換えれば低機能でさほど魅力のない機種とみなされがちであった同機であるが、評価が変わるのはOh!MZ誌の1986年11月号に「ゼビウス(タイニーゼビウス)」が掲載された頃である。
仕様としては低機能な機種ではあるが、多くの機種のテキスト画面と異なり、背景色も文字単位で指定することができ、全ての要素を含んでも1キャラクタに対して必要な容量は2バイトである。40×25の1000文字で1画面が構成可能であると同時に、他に手段がないため、結果として表示に対して必要なデータ量はビットマップグラフィックスの利用と比較して圧倒的に減少することになる。上記のタイニーゼビウスでは、後半こそ縦に縮小された様なマップになっているものの、データ圧縮なしに全てのマップがオンメモリで格納されている。他の機種が同ゲームの移植時にテープデバイスやフロッピーからゲーム中に順次ステージデータを読み込んだり、データの圧縮によってメインメモリに押し込んだこととは対照的である。その後もアトリビュートとキャラクタを駆使した幾つかのゲームプログラムや、MacIIのToolboxを参考に作成された汎用ライブラリの発表などが行われた。それらのノウハウを元に発想を更に割り切り、チェッカ（市松模様）のキャラクタをタイリングパターンとしてテキストVRAM一面に敷き詰め、1文字分を1ピクセルに見立ててアトリビュートのみを書き換えることで、40×25ドット36色として画面を構成したのが、Oh!X誌の1988年10月号に掲載されたスペースハリアーである。他機種の同ゲームの移植作品が操作性や速度・容量に苦心している中、見た目こそモザイクのかかったような画面ではあるものの、動きと色表現に注力し他の移植作があきらめたフィーチャーまで含む比較的再現性の高い移植をオンメモリで実現した。
これら素直なコーディングによって引き出されてきたMZ-700の機能ではあるが、1999年からラスタ単位での制御を行う事によって本体のみでビットマップ表示を行う試みが出てきた。
キャラクタパターンをディスプレイコントローラが1ライン描画するごとに別のキャラクタに変更することで、見かけ上表示されるエリアは48×200のビットマップを構成するというものである。
最終的に3行ほどの非表示エリアを作り、そのタイミングを利用しアトリビュートの書き換えを行うことで、88×176のビットマップ表示が実現され、サンプルプログラムとして野球拳が作成されている。
その後、2000年代に入っても、動画サイトなどにおいてさまざまな試みが行われている。上記のような制御の発展として72×42ピクセル8色の表示を経て、実機で実現できる範囲という条件のもとで外部にメモリボードを増設し、フレームごとの表示色の切り替えによる擬似的な多色表示とPWM変調によるPCM再生を同期させた動画再生を行うなど、発色、動きなど様々な面に対して様々なアプローチがとられた。これらの処理はハードウェアのサポートをほぼ受けられないこともあり、CPUの命令処理時間を考慮して処理タイミングをディスプレイコントローラと同期させるコーディングを行うことで実現している。
2016年には、MZ-1500で拡張された部分と一部オプションを実装した「MZ-1500バージョンアップアダプタ」を拡張バスに接続することによって、MZ-1500相当にする試みが個人によっておこなわれ、幾つかのMZ-1500用のソフトウェアがMZ-700で動作する様が動画で公開されている。

## 実機以外での展開
発売から多くの時間が経ち、世間のハードウェア、ソフトウェアは大きな進化を遂げ、実物以外で同様の挙動を実現することが可能になった。
MZ-700もまた、純正以外での実装が行われている。
モニタROMがシャープの著作物であり、実際の動作にはそのシステムコールを使うため、動作に際しては、互換ROMや、実機から取り出したROMイメージが必要となる。
- ソフトウェアによる実装

まるくんにより、下記の環境にMZ700WIN並びに、MZ-Memoriesの名称で作成された。
当初その名前のとおりMZ-700のみの対応であったが、MZ-1500の機能も追加されている。
Windows
Mac OS X
MI-Zaurus
また、ブラウザ上に、JavaとFlashでの実装で、Webゲームセンター700の名称で直接アプリケーションが実行可能な形で公開されている。
- ハードウェアによる実装

Oh!石により、FPGA上にも実装されている。
Xilinx/Digilent製SPARTAN-3 STARTER KIT
音声出力には外部回路を必要とし、映像出力はVGAのみ。
表示周りの厳密なタイミングでの相違。
モニタが非純正である。
1chipMSX
一部イベントで動作する展示も行われた。Webからのダウンロードについては準備中のまま進捗は停止している。
基本的には前述の実装を移植したものであるため、制限なども同様に引き継ぐ。

## 海外展開

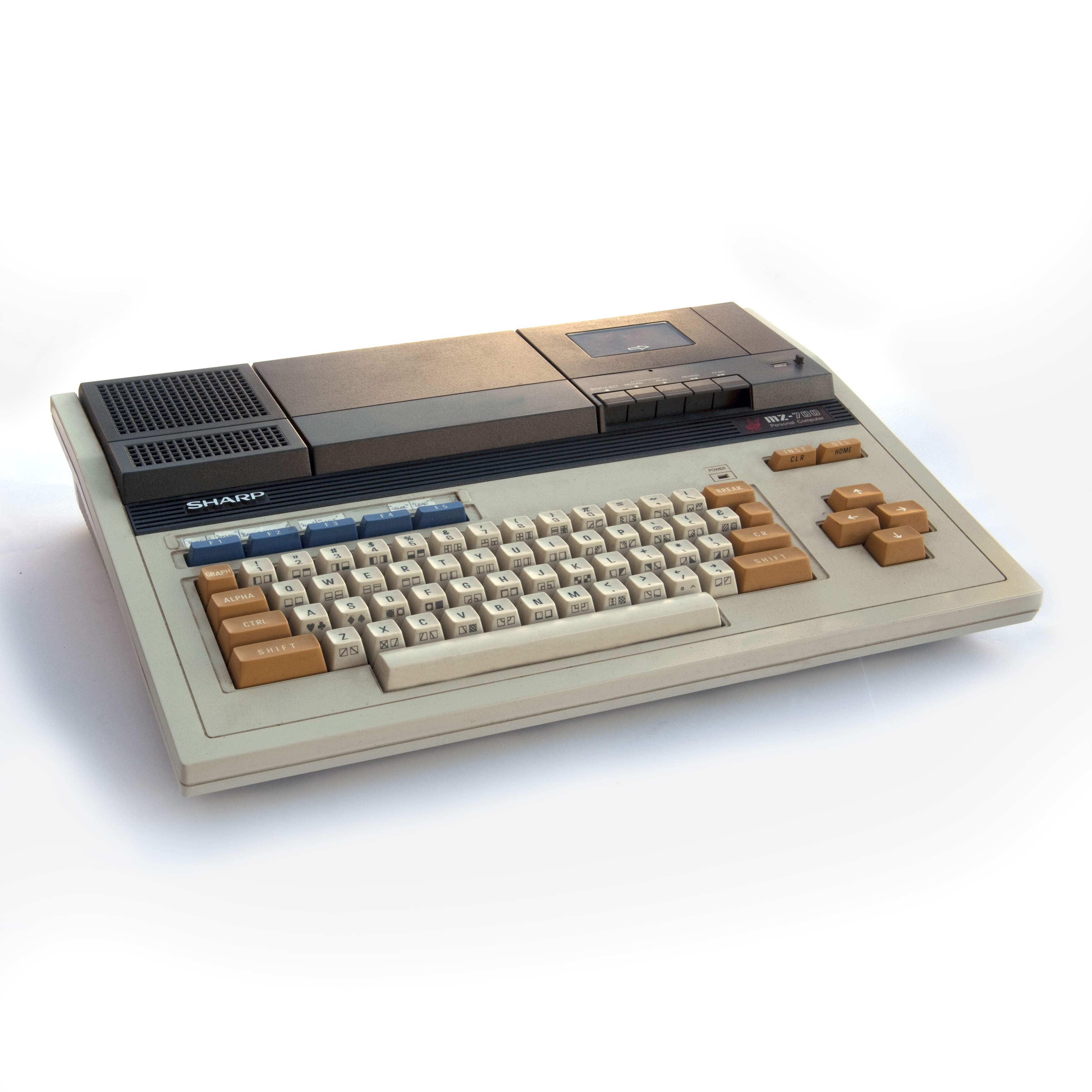
海外版 MZ-721

MZ-80Aに続き、MZ-700も欧州を中心に海外でも販売された。海外版の主な相違点は、映像出力をNTSCからPALに変更、それに合わせたCPUクロックの変更(3.58MHz→3.5469MHz)、電源、CG-ROMのフォントセットなどが挙げられ、MZ-700の第二キャラクタセットも含むひらがな、カタカナなどの文字列は別の記号に置き換えられた。
また、海外では80カラムのテキスト表示を可能にする製品が販売されており、FDD、プリンタポートを拡張してCP/M機とした製品がMZ-7.80の名前でセット品として売られていた。
イギリスでは1983年10月に£250で発売された。イギリスの大手コンピュータ雑誌Personal Computer World誌1984年2月号のレビューでは解像度の低さが酷評されているものの、複数のコンピュータ言語が使える点が評価され、「一考の価値がある」との評価を得ている。欧州では解像度を上げCP/Mに対応した後継機のMZ-800の方が販売台数が多く、Personal Computer World誌の1985年2月号のレビューでもMZ-800が絶賛されているが、イギリスでは結局MZ-800は販売されなかった。